# Heutrégiville
Heutrégiville ist eine französische Gemeinde mit 504 Einwohnern (Stand: 1. Januar 2022) im Département Marne in der Region Grand Est. Sie gehört zum Arrondissement Reims und ist Mitglied im Gemeindeverband Communauté urbaine du Grand Reims. Die Einwohner werden Huldériquois und Huldériquoises genannt.
Die Gemeinde erhielt 2023 die Auszeichnung „Eine Blume“, die vom Conseil national des villes et villages fleuris (CNVVF) im Rahmen des jährlichen Wettbewerbs der blumengeschmückten Städte und Dörfer verliehen wird.

## Geografie

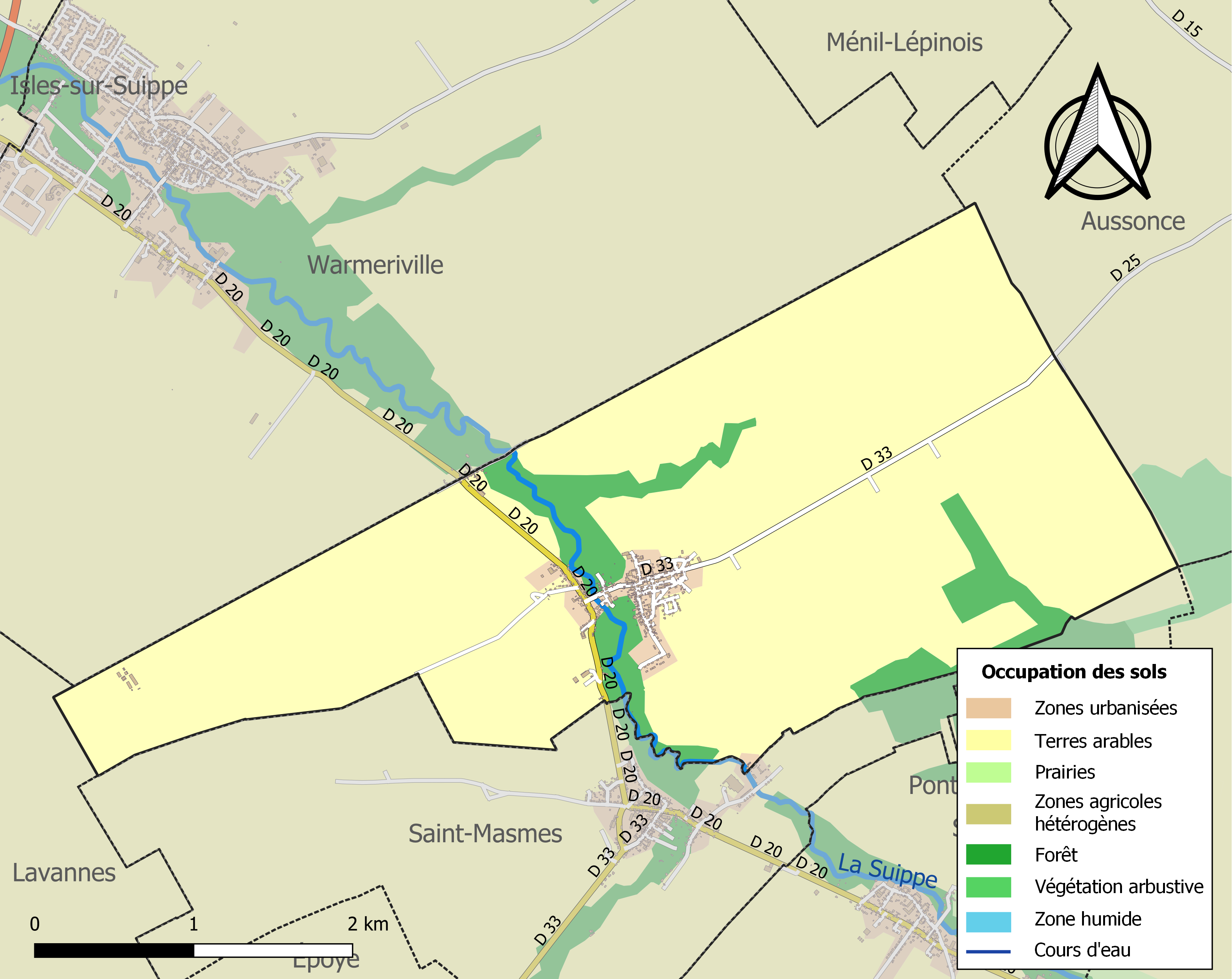
Bodennutzung, Hydrografie und Infrastruktur der Gemeinde (2018)

Heutrégiville liegt etwa 18 Kilometer nordnordöstlich von Reims am nördlichen Rand des Départements Marne an der Grenze zum benachbarten Département Ardennes. Die Gemeinde erstreckt sich im Norden der historischen Provinz Champagne. Sie befindet sich im Einzugsgebiet der Seine und wird von der der Suippe entwässert, die das Gemeindegebiet in einem breiten Tal von Südost nach Nordwest durchströmt. Der zeitweise trockenfallende Ruisseau d’Aussonce tritt im Nordosten in südwestlicher Strömung in das Gebiet ein und mündet in die Suippe. Das Zentrum liegt auf einer Höhe von etwa 90 m, das Tal der Suippe etwa fünf Höhenmeter  tiefer. Das Gelände steigt nach Südwesten auf etwa 130 m an, nach Südosten auf über 140 m an, nach Osten zum Mont de Pontfaverger hin auf 162 m an.
Ein Teil des Gebiets von Heutrégiville gehört zu den beiden ZNIEFF-Naturzonen „Marais boisé de Vaudetré à Warmeriville“ (210008902) und „Bois Lapie à Aussance et Pontfaverger-Moronvilliers“ (210020037)
Etwa 89 % der Fläche der Gemeinde werden landwirtschaftlich genutzt, etwa 8 % sind bewaldet, insbesondere entlang der Suippe (Stand: 2018).
Umgeben wird Heutrégiville von den Nachbargemeinden Warmeriville im Norden und Nordwesten, Aussonce (Département Ardennes) im Osten und Nordosten, Selles im Süden und Südosten, Saint-Masmes im Süden sowie Lavannes im Westen und Südwesten.

## Bevölkerungsentwicklung
| Jahr                       | 1962 | 1968 | 1975 | 1982 | 1990 | 1999 | 2006 | 2013 | 2020 |
| Einwohner                  | 270  | 281  | 271  | 279  | 299  | 393  | 376  | 399  | 483  |
| Quellen: Cassini und INSEE |      |      |      |      |      |      |      |      |      |

## Sehenswürdigkeiten
- Neuromanische Kirche Sainte-Marie-Madeleine, 1926 geweiht
- Ehemalige Getreidemühle von Heutrégiville an der Suippe, 1922 wieder errichtet

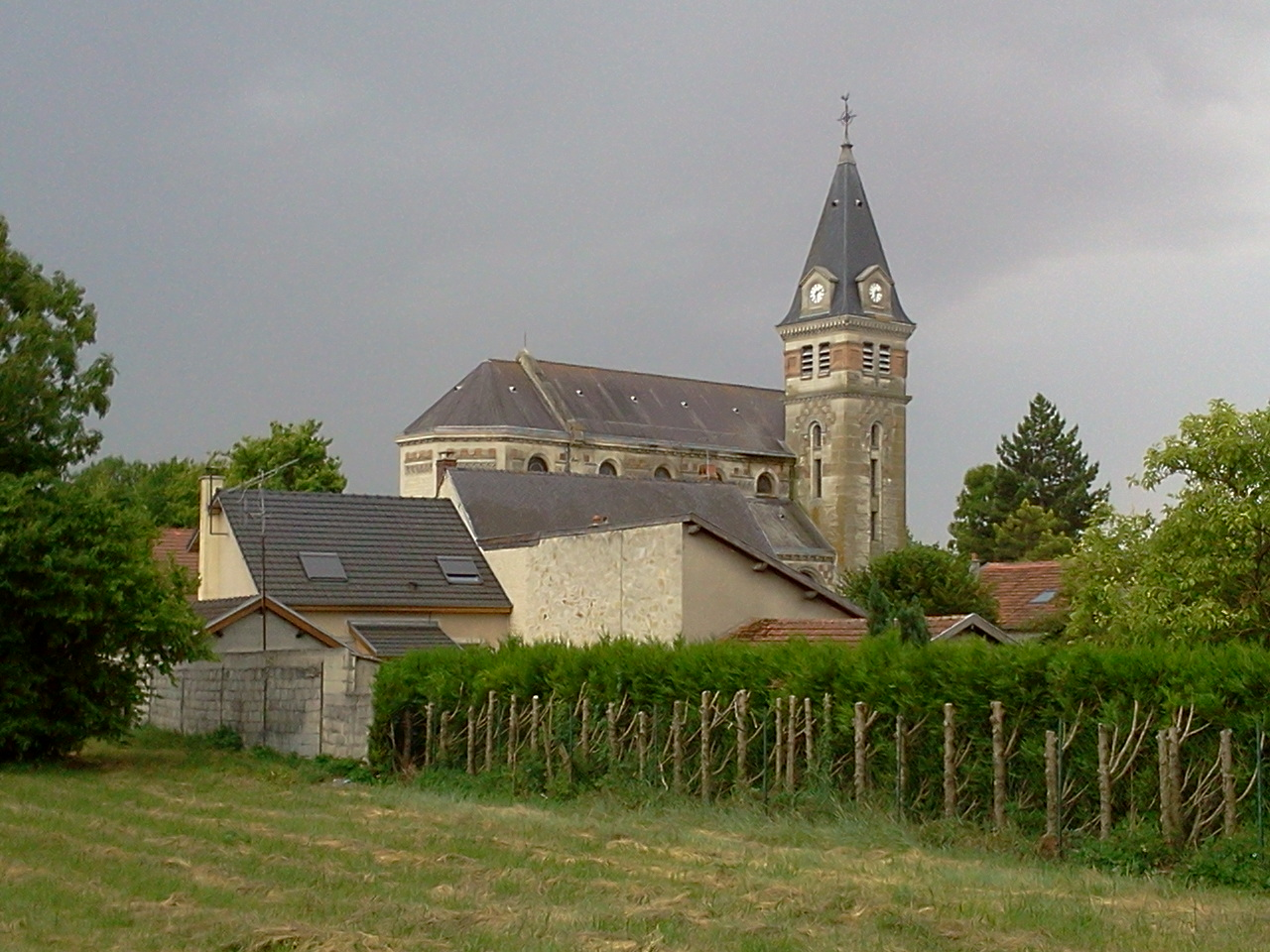
Kirche Sainte-Marie-Madeleine
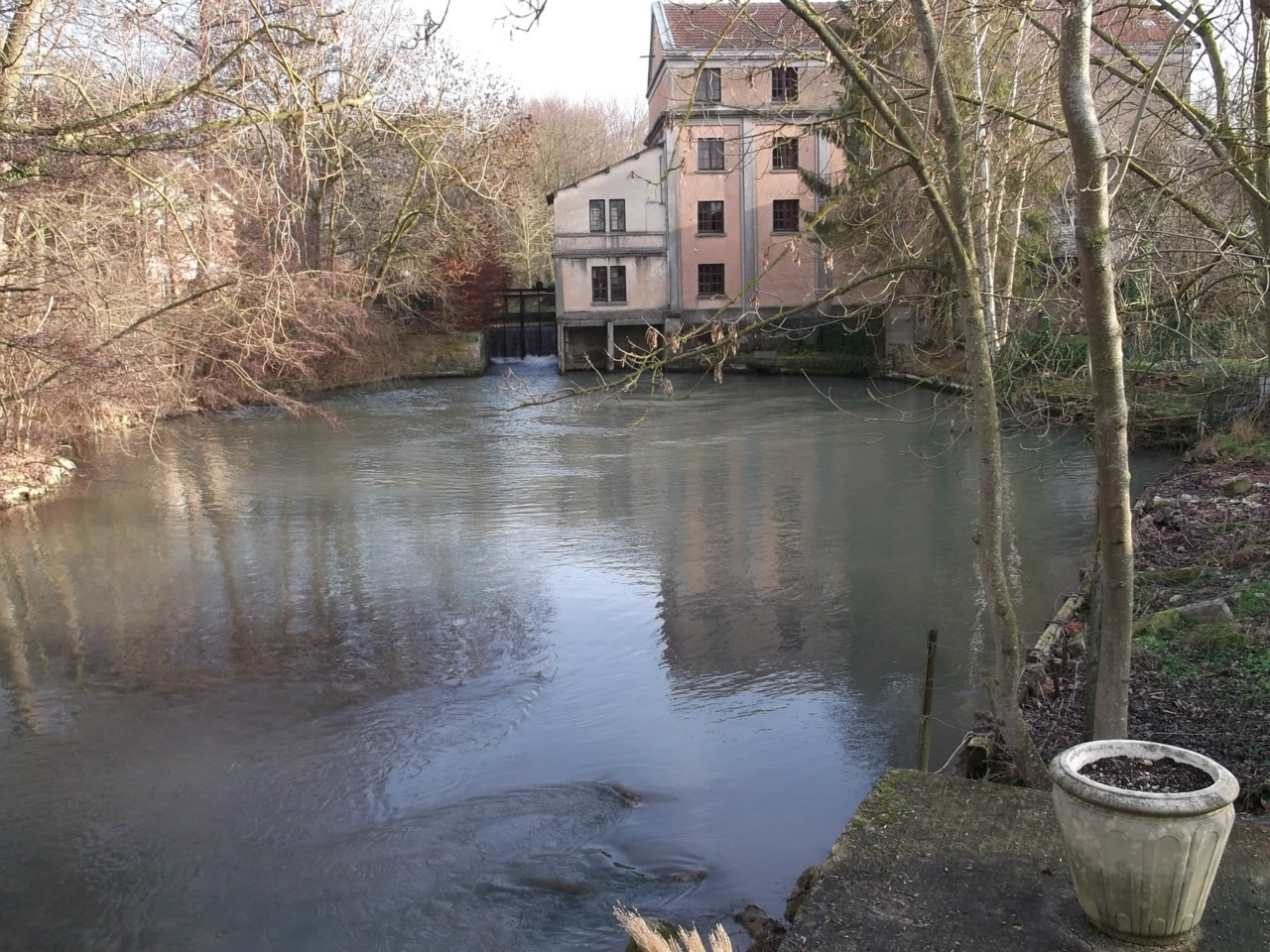
Getreidemühle an der Suippe

## Verkehr
Heutrégiville liegt abseits größerer Verkehrsachsen. Die Departementsstraße D 20 wird entlang der Suippe geführt und verbindet das Zentrum mit Warmeriville im Nordwesten und mit Saint-Masmes im Süden. Die D 33 verbindet die Gemeinde mit Aussonce im Nordosten und mit Époye über Saint-Masmes im Süden.